# My Little Pony - Equestria Girls - Forgotten Friendship
My Little Pony - Equestria Girls - Forgotten Friendship è uno speciale televisivo animato in Flash basato sul franchise Hasbro My Little Pony - Equestria Girls, e appartenente al ciclo dell'omonima serie animata, spin-off di My Little Pony - L'amicizia è magica. Sceneggiato da Nick Confalone e diretto da Ishi Rudell e Katrina Hadley, rappresenta il primo di una serie di mediometraggi televisivi andati in onda tra il 2018 e il 2019 sul canale televisivo Discovery Family.
Forgotten Friendship è stato trasmesso il 17 febbraio 2018, e seguito da Rollercoaster of Friendship a luglio dello stesso anno.
Lo speciale è stato pubblicato in italiano sul canale YouTube di Hasbro il 10 marzo 2018, con il titolo Il rischio di essere dimenticati.

## Trama
Sunset Shimmer si ritrova in una situazione difficile quando scopre che le sue amiche hanno inspiegabilmente dimenticato la sua amicizia, e i loro ricordi si limitano alla sua versione prima del ballo autunnale, quando Sunset era ancora prepotente e crudele. Grazie all'aiuto di Princess Twilight Sparkle e della controparte umana di Trixie, Sunset riuscirà a scoprire che Wallflower Blush, una solitaria studentessa della Canterlot High, ha adoperato un oggetto magico proveniente da Equestria da lei rinvenuto, la "Pietra della memoria" (Memory Stone), per cancellare dai compagni di scuola i ricordi positivi di Sunset Shimmer, allo scopo di vendicarsi del fatto di essere costantemente ignorata da tutti.

## Doppiatori

### Cast originale
- Tara Strong: Twilight Sparkle (voce)
  - Rebecca Shoichet: Twilight Sparkle (canto)
- Rebecca Shoichet: Sunset Shimmer
- Ashleigh Ball: Rainbow Dash e Applejack
- Andrea Libman: Pinkie Pie (voce) e Fluttershy
  - Shannon Chan-Kent: Pinkie Pie (canto)
- Tabitha St. Germain: Rarity (voce) e Vicepreside Luna
  - Kazumi Evans: Rarity (canto)
- Cathy Weseluck: Spike
- Shannon Chan-Kent: Wallflower Blush
- Kathleen Barr: Trixie
- Nicole Oliver: Princess Celestia

Nell'episodio vi sono anche altri doppiatori a coprire ruoli minori, tra cui James Kirk (Micro Chips) e Ingrid Nilson (Maud Pie).

### Cast italiano
- Emanuela Pacotto: Twilight Sparkle
- Marcella Silvestri: Sunset Shimmer
  - Silvia Pinto: Sunset Shimmer (canto)
- Benedetta Ponticelli: Applejack (voce) e Fluttershy
  - Maria Silvia Roli: Applejack (canto)
- Federica Valenti: Rainbow Dash (voce)
  - Paola Della Pasqua: Rainbow Dash (canto)
- Tiziana Martello: Pinkie Pie (voce)
  - Vera Calacoci: Pinkie Pie (canto)
- Camilla Gallo: Rarity (voce)
  - Greta Bortolotti: Rarity (canto)
- Tania De Domenico: Spike
- Renata Bertolas: Trixie
- Giulia Bersani: Wallflower Blush
- Elda Olivieri: Princess Celestia
- Deborah Morese: Vicepreside Luna

## Canzoni
Oltre alla colonna sonora di William Anderson, Forgotten Friendship comprende due canzoni:
| Titolo            | Testo          | Musica                                | Durata |
| ----------------- | -------------- | ------------------------------------- | ------ |
| We've Come So Far | Nick Confalone | Daniel Ingram, Trevor Hoffmann        | 1:50   |
| Invisible         | Nick Confalone | John Jenning Boyd, Lisette Bustamante | 1:23   |

## Pubblicazione
Forgotten Friendship è andato in onda in prima TV su Discovery Family il 17 febbraio 2018, in una versione tagliata della durata di 44 minuti. In seguito, tra il 9 marzo e il 6 aprile, lo speciale è stato pubblicato sotto forma di cinque episodi della durata totale di 50 minuti sul canale YouTube di Hasbro.
Contemporaneamente, tra il 10 marzo e il 7 aprile 2018, sullo stesso canale sono stati pubblicati anche gli episodi in doppiaggio italiano, con il titolo Il rischio di essere dimenticati (o Sunset Shimmer's Saga, "la saga di Sunset Shimmer", stando al titolo del video caricato su YouTube).

### Episodi
| Episodio | Titolo                           | Titolo                                      | Prima TV      | Prima TV      | Durata   | Durata |
| Episodio | originale                        | italiano                                    | Stati Uniti   | Italia        | parziale | totale |
| -------- | -------------------------------- | ------------------------------------------- | ------------- | ------------- | -------- | ------ |
| 1        | A Friendship to Remember         | Un'amicizia da ricordare                    | 8 marzo 2018  | 10 marzo 2018 | 10:16    | 10:16  |
| 2        | Homecoming                       | Rimpatriata                                 | 16 marzo 2018 | 17 marzo 2018 | 9:57     | 20:13  |
| 3        | Wiped Out                        | Annientato                                  | 23 marzo 2018 | 24 marzo 2018 | 9:21     | 29:34  |
| 4        | Good Cop, Great and Powerful Cop | Bravo Poliziotto, Grande e Forte Poliziotto | 30 marzo 2018 | 31 marzo 2018 | 9:28     | 39:02  |
| 5        | Unforgettable                    | Indimenticabile                             | 6 aprile 2018 | 7 aprile 2018 | 9:50     | 48:52  |

### Home video e streaming
Il 1º ottobre 2018, Forgotten Friendship e il sequel Rollercoaster of Friendship sono diventati disponibili negli Stati Uniti sul servizio di video streaming Netflix.
Un DVD contenente i due speciali è stato pubblicato nel Regno Unito il 1º novembre 2018.

## Libro
Prima della messa in onda dello speciale, un adattamento della storia sotto forma di libro intitolato A Friendship to Remember, di Perdita Finn, è stato pubblicato il 5 dicembre 2017.